# Israel Castro
Israel Castro Macías (Città del Messico, 20 dicembre 1980) è un ex calciatore messicano, di ruolo centrocampista.

## Carriera

### Nazionale
Titolare indiscusso della Nazionale messicana con Javier Aguirre come commissario tecnico, con l'arrivo di José Manuel de la Torre a partire dal 2012 non è più stato convocato, anche a causa di un livello di forma inferiore rispetto all'anno precedente, come lo stesso Castro ha ammesso.

## Palmarès

### Club
- Campionato messicano: 4

UNAM Pumas: Clasura 2004, Apertura 2004, Clausura 2009, Clausura 2011
- Campeón de Campeones: 1

UNAM Pumas: 2004

### Nazionale
- Gold Cup: 2

2009, 2011